# Шлях до раю
«Шлях до раю» (фр. Le chemin du paradis) — музична комедія 1930 року режисерів Вільгельма Тіле та Макса де Вокорбея з Ліліан Гарві, Анрі Гара та Рене Лефевром у головних ролях. Його зняла німецька студія UFA як франкомовну версію хіта «Троє з бензоколонки».

## Актори
- Ліліан Харві — Ліліан Буркарт
- Анрі Гара — Віллі
- Рене Лефевр — Жан
- Жак Морі — Гай
- Гастон Жаке — месьє Буркар
- Ольга Чехова — Едіт де Туркофф
- Юбер Дейкс — метр Дюпон-Бельвіль
- Жан Бойє — Л'юіссьє
- Льюїс Рут — керівник оркестру